# Bengt Lundqvist (kemist)
Bengt Josef Lundqvist, född 5 oktober 1922 i Matteus församling, Stockholm, död 2 augusti 1953 i Gustaf Vasa församling, var en svensk kemist. 
I början av 1940-talet utvecklade Lundqvist lokalbedövningsmedlet Xylocain tillsammans med sin chef Nils Löfgren på Stockholms högskola. En avgörande del i utvecklingen var Lundqvists experiment på sig själv med substansen, som först hade beteckningen LL30. 1943 sålde Lundqvist och Löfgren rättigheterna till Xylocain till Astra för 15 000 kronor plus royalty på fyra procent av försäljningen under 17 år. Astra lanserade preparatet 1948 och som hade stor framgång med det.
Lundqvist var även framgångsrik idrottsman och var flerfaldig svensk lagmästare i florett (1948, 1949 och 1950). Härvid representerade han Stockholms Allmänna Fäktförening.
1952 föll Lundqvist nedför en trappa på Kemikum på Stockholms högskola. Han ådrog då sig en kraftig skallskada som efter en tid följdes av en hjärnblödning med dödlig utgång 1953. Lundqvist är begravd på Norra begravningsplatsen utanför Stockholm.
För att hedra Lundqvists insatser upprättades Stiftelsen Bengt Lundqvists minne, vars huvudsakliga ändamål är att främja vetenskaplig forskning inom kemins område. Ansökningar och utdelning av medel handläggs av Svenska Kemisamfundet.